# Coca d'albercocs
La coca d'albercocs és un pastís típic de Mallorca de pasta fluixa dolça fet amb farina, saïm, patata, sucre i llevat. Es guarneix amb meitats d'albercocs en almívar o frescos (sense el pinyol) i es polseja la superfície amb sucre i canyella. Aquesta coca té una variant que també conté sobrassada.